# Robert Goddard
Robert Hutchings Goddard (Worcester, Massachusetts, 1882. október 5. – Baltimore, Maryland, 1945. augusztus 10.) amerikai fizikus, feltaláló, a világűr elérésének úttörői között az a gyakorlati tudós volt, aki megépítette a világ első folyékony hajtóanyagot használó rakétáját.

## Pályafutása
„Többször bebizonyosodott már, hogy a tegnap álmai a ma reményeivé válnak, hogy holnap már realitássá legyenek.” – szólt Goddard jelmondata.
Már ifjúkorától a világűr meghódításáról álmodozott. A massachusetsi Worcester város szülötte abban az időben cseperedett fel, amikor a tudomány nagy mértékben kezdte megváltoztatni az emberek életét. A gépesítés, a villamosítás a fizikai tudományok irányába terelte a gyermek Goddard érdeklődését. A tudományok iránti elkötelezettségét még növelte a tény, hogy beteges lévén inkább a városi könyvtár, mintsem a sportpályák vonzották. Érdeklődése 16 évesen fordult a repülés felé, amikor aluminiumból akart léggömböt készíteni.
Később érdeklődése az extrém magasságok elérése felé fordult. Első publikációját a Scientific American tette közzé 1907-ben, amelyben a repülőgépek stabilizálásáról ír és amelyben említést tett egy giroszkóp nevű szerkezetről.
1909-ben kezdett foglalkozni a folyékony hajtóanyagú rakétákkal, amelyek számításai szerint minden korábbi rakétánál nagyobb hatásfokkal működnek és mint ilyenek, a Ciolkovszkij-képlet szerint a leghatékonyabban juttatnak a magasba eszközöket (avagy adott tömegű eszközt magasabbra képesek emelni). 
1910-ben master, 1911-ben PhD fokozatot szerzett a Clark Egyetemen, majd a Princeton Egyetemre kapott ösztöndíjat. 1913-ban gümőkórt kapott, így fel kellett hagynia a tanulmányokkal.
Goddard legtermékenyebb időszaka 1914-ben kezdődött, amikor is két szabadalmat jegyeztetett be hazája szabadalmi hivatalában. Az egyik a többfokozatú rakéta, a másik pedig a folyékony hajtóanyaggal működő rakéta szabadalma volt.
1916-ban a Smithsonian Intézet 5000 dolláros támogatásával nekikezdhetett elméletei megvalósításának.
1919-ben publikálta az Extrém magasságok elérésének módszerei c. művét, amelyben a rakétarepülés matematikai leírásait, saját rakétakutatásait és a lehetséges eredményeket taglalta, ezzel alapvetésül szolgálva a későbbi korok rakétakutatóinak.
1926-ban végezte el történelmi kísérletét az első folyékony hajtóanyagú rakétával Auburnben. A siker a közvélemény (és az újságok) szemében inkább volt kudarc, sok kritika érte. A Smithsonian Intézet is megvonta a támogatást tőle.
1929-ben összeismerkedett Charles Lindberghgel, amely barátság fordulatot hozott a kutatásba, amikor Lindbergh beajánlotta őt a dúsgazdag Guggenheim családhoz, akik mecénásként 100 000 dollárral támogatták őt négy év alatt. Az 1929–33-as nagy gazdasági válság idején a teljesen elapadó kutatási források mellett ez óriási előnyt jelentett Goddardnak. 
A támogatás birtokában Új-Mexikóba, Roswellbe telepítette kutatásait. Haláláig itt dolgozott a rakéták tökéletesítésén.
1945. augusztus 10-én hunyt el gégerákban.

## Az első rakéta

Robert Goddard, 1926. március 16-án Nell, az első sikeres folyékony hajtóanyagú rakéta mellett

A világ első folyékony hajtóanyagú rakétája, a Nell névre keresztelt csővázas szerkezet 1926. március 16-án startolt Auburn-ben, Goddard nagynénjének farmján. A kísérlet nem hozott látványos eredményt, a rakéta mindössze 15 métert tett meg 2,5 másodperces repülése során, aztán a káposztaföldre zuhant. De ezzel bebizonyította, hogy lehetséges a folyékony hajtóanyaggal működő szerkezet repülése.

## Emlékezete
Nevét viseli a NASA Goddard Űrközpontja.